# 500 kilomètres de Zolder FIA GT 1999
Navigation
Édition suivante
Les 500 kilomètres de Zolder 1999 FIA GT, disputées le 18 juillet 1999 sur le circuit de Zolder, sont la cinquième manche du championnat FIA GT 1999.

## Course

### Classement de la course
| Pos.   | N° | Écurie                      | Pilotes                                            | Châssis                   | Pneus | Tours/Abandon |
| Pos.   | N° | Écurie                      | Pilotes                                            | Moteur                    | Pneus | Tours/Abandon |
| ------ | -- | --------------------------- | -------------------------------------------------- | ------------------------- | ----- | ------------- |
| 1      | 1  | Chrysler Viper Team Oreca   | Olivier Beretta Karl Wendlinger                    | Chrysler Viper GTS-R      | M     | 106           |
| 1      | 1  | Chrysler Viper Team Oreca   | Olivier Beretta Karl Wendlinger                    | Chrysler 8.0L V10         | M     | 106           |
| 2      | 18 | Chamberlain Motorsport      | Ni Amorim Toni Seiler                              | Chrysler Viper GTS-R      | M     | 106           |
| 2      | 18 | Chamberlain Motorsport      | Ni Amorim Toni Seiler                              | Chrysler 8.0L V10         | M     | 106           |
| 3      | 34 | Lister Storm Racing         | Mike Hezemans David Hart                           | Lister Storm              | M     | 105           |
| 3      | 34 | Lister Storm Racing         | Mike Hezemans David Hart                           | Jaguar 7.0L V12           | M     | 105           |
| 4      | 15 | Freisinger Motorsport       | Michel Ligonnet Wolfgang Kaufmann                  | Porsche 911 GT2           | D     | 105           |
| 4      | 15 | Freisinger Motorsport       | Michel Ligonnet Wolfgang Kaufmann                  | Porsche 3.6L Turbo Flat-6 | D     | 105           |
| 5      | 21 | Paul Belmondo Racing        | Paul Belmondo Claude-Yves Gosselin                 | Chrysler Viper GTS-R      | D     | 104           |
| 5      | 21 | Paul Belmondo Racing        | Paul Belmondo Claude-Yves Gosselin                 | Chrysler 8.0L V10         | D     | 104           |
| 6      | 6  | Konrad Motorsport           | Franz Konrad Altfrid Heger                         | Porsche 911 GT2           | D     | 101           |
| 6      | 6  | Konrad Motorsport           | Franz Konrad Altfrid Heger                         | Porsche 3.6L Turbo Flat-6 | D     | 101           |
| 7      | 16 | Freisinger Motorsport       | Manfred Jurasz Yukihiro Hane                       | Porsche 911 GT2           | D     | 100           |
| 7      | 16 | Freisinger Motorsport       | Manfred Jurasz Yukihiro Hane                       | Porsche 3.6L Turbo Flat-6 | D     | 100           |
| 8      | 69 | Proton Competition          | Gerold Ried Christian Ried                         | Porsche 911 GT2           | Y     | 99            |
| 8      | 69 | Proton Competition          | Gerold Ried Christian Ried                         | Porsche 3.6L Turbo Flat-6 | Y     | 99            |
| 9      | 9  | Elf Haberthur Racing        | Raffaele Sangiuolo Mauro Casadei Patrick Vuillaume | Porsche 911 GT2           | D     | 97            |
| 9      | 9  | Elf Haberthur Racing        | Raffaele Sangiuolo Mauro Casadei Patrick Vuillaume | Porsche 3.6L Turbo Flat-6 | D     | 97            |
| 10     | 5  | Roock Sportsystem           | Ben Lievens Michel Meers                           | Porsche 911               | Y     | 97            |
| 10     | 5  | Roock Sportsystem           | Ben Lievens Michel Meers                           | Porsche 3.6L Flat-6       | Y     | 97            |
| 11     | 77 | Seikel Motorsport           | Ernst Palmberger Nigel Smith Richard Nearn         | Porsche 911 GT2           | D     | 96            |
| 11     | 77 | Seikel Motorsport           | Ernst Palmberger Nigel Smith Richard Nearn         | Porsche 3.6L Turbo Flat-6 | D     | 96            |
| 12     | 25 | Lister Storm Racing         | Julian Bailey Andy Wallace Jamie Campbell-Walter   | Lister Storm              | M     | 95            |
| 12     | 25 | Lister Storm Racing         | Julian Bailey Andy Wallace Jamie Campbell-Walter   | Jaguar 7.0L V12           | M     | 95            |
| 13     | 23 | Werner Paul Belmondo Racing | Francis Werner Jacques Piattier Philippe Auvray    | Porsche 911 GT2           | D     | 94            |
| 13     | 23 | Werner Paul Belmondo Racing | Francis Werner Jacques Piattier Philippe Auvray    | Porsche 3.6L Turbo Flat-6 | D     | 94            |
| 14     | 33 | GLPK Racing                 | Vincent Vosse Didier Defourny                      | Chrysler Viper GTS-R      | D     | 83            |
| 14     | 33 | GLPK Racing                 | Vincent Vosse Didier Defourny                      | Chrysler 8.0L V10         | D     | 83            |
| 15     | 4  | Roock Racing                | André Ahrlé Hubert Haupt Claudia Hürtgen           | Porsche 911 GT2           | Y     | 79            |
| 15     | 4  | Roock Racing                | André Ahrlé Hubert Haupt Claudia Hürtgen           | Porsche 3.6L Turbo Flat-6 | Y     | 79            |
| 16 DNF | 19 | Chamberlain Motorsport      | Christian Vann Christian Gläsel                    | Chrysler Viper GTS-R      | M     | 46            |
| 16 DNF | 19 | Chamberlain Motorsport      | Christian Vann Christian Gläsel                    | Chrysler 8.0L V10         | M     | 46            |
| 17 DNF | 22 | Paul Belmondo Racing        | Alex Portman Steffan Widmann                       | Chrysler Viper GTS-R      | D     | 45            |
| 17 DNF | 22 | Paul Belmondo Racing        | Alex Portman Steffan Widmann                       | Chrysler 8.0L V10         | D     | 45            |
| 18 DNF | 11 | Marcos Racing International | Cor Euser Herman Buurman                           | Marcos Mantara LM600      | D     | 41            |
| 18 DNF | 11 | Marcos Racing International | Cor Euser Herman Buurman                           | Chevrolet 5.9L V8         | D     | 41            |
| 19 DNF | 2  | Chrysler Viper Team Oreca   | Jean-Philippe Belloc Marc Duez                     | Chrysler Viper GTS-R      | M     | 29            |
| 19 DNF | 2  | Chrysler Viper Team Oreca   | Jean-Philippe Belloc Marc Duez                     | Chrysler 8.0L V10         | M     | 29            |
| 20 DNF | 10 | Marcos Racing International | Hans Willems Vincent Dupont                        | Marcos Mantara LM600      | D     | 18            |
| 20 DNF | 10 | Marcos Racing International | Hans Willems Vincent Dupont                        | Chevrolet 5.9L V8         | D     | 18            |
| 21 DNF | 24 | RWS Motorsport              | Horst Felbermayr, Sr. Horst Felbermayr, Jr.        | Porsche 911 GT2           | ?     | 8             |
| 21 DNF | 24 | RWS Motorsport              | Horst Felbermayr, Sr. Horst Felbermayr, Jr.        | Porsche 3.6L Turbo Flat-6 | ?     | 8             |
| 22 DNF | 8  | Elf Haberthur Racing        | Luca Cappellari Marco Spinelli Michel Neugarten    | Porsche 911 GT2           | D     | 4             |
| 22 DNF | 8  | Elf Haberthur Racing        | Luca Cappellari Marco Spinelli Michel Neugarten    | Porsche 3.6L Turbo Flat-6 | D     | 4             |